# Centrotypus securis
Centrotypus securis är en insektsart som beskrevs av Buckton. Centrotypus securis ingår i släktet Centrotypus och familjen hornstritar. Inga underarter finns listade i Catalogue of Life.